# Päästke noored hinged
Päästke noored hinged är en låt skriven, komponerad och framförd av den estniska sångerskan Grete Paia. Texten har hon skrivit tillsammans med Sven Lõhmus. Med låten deltog hon år 2013 i Eesti Laul 2013, Estlands uttagning till Eurovision Song Contest 2013.
Paia lottades att delta i den första semifinalen av Eesti Laul, den 16 februari 2013. Hon fick där högsta poäng av tittarna (totalt 3 322 röster) och 5 poäng av juryn vilket räckte till att sluta trea i semifinalen på 15 poäng. Detta innebar att hon var en av de fem akter som tog sig till finalen. I finalen den 2 mars fick hon startnummer 10 (sista) och framförde "Päästke noored hinged" efter gruppen Winny Puhh. I finalens första omgång fick hon återigen högsta poäng av tittarna och något lägre poäng av juryn vilket gav en andra plats och en plats i superfinalen där de två bäst placerade bidragen gjorde upp. Hon ställdes i superfinalen mot Birgit Õigemeel med "Et uus saaks alguse" som hade vunnit grundfinalen. I superfinalen fick Õigemeel 51% av rösterna (30 333 stycken) mot Paias 49% (eller 29 014 röster). Finalen var en av de jämnaste i tävlingens historia. Detta innebar att Õigemeel blev den som fick tävla för Estland i Eurovision.